# Сокровищница Бахмана Мирзы
Сокровищница Бахмана Мирзы (азерб. Bəhmən Mirzə xəzinəsi), также называемая Мавзолеем Бахмана Мирзы (азерб. Bəhmən Mirzə məqbərəsi) — гробница XIX века, построенная в Шуше в честь жившего здесь каджарского принца Бахмана Мирзы.

## Принц Бахман Мирза
Бахман Мирза Каджар родился 11 октября 1811 года в Тегеране. Он был сыном каджарского наследного принца Аббаса Мирзы и принцессы Асии Ханом. В 1831—1834 годах он был губернатором Ардебиля. В 1848 году Бахман Мирза бежал из Ирана в Тифлис под угрозой ареста . С разрешением русского царя, 4 октября 1851 года он поселился в городе Шуша со своим гаремом из 7 жен и 19 детей. В Шуше, Бахман Мирза построил дворцовый комплекс, который включал двухэтажный дом на 15-16 комнат, с закруглёнными балконами, большим овальным залом, и сад. В большом саду было несколько домов, состоявших из 5-6 комнат для каждой из его жен, и ещё много построек, включая конюшни, склады, кухни и т. д. Там также была школа для его детей, мечеть и баня. Бахман Мирза воспитывает своих сыновей и внуков в лучших привилегированных школах России, а сам пишет об истории Азербайджана, уходя от политики. Большинство из его 31 сына были военными. Накануне Первой мировой войны из них вышло шесть генералов и несколько офицеров. Дети Бахмана Мирзы не приняли Октябрьскую революцию. Многие из них служили в Национальной армии Азербайджанской Демократической Республики.
В 1905 году дворец Бахман Мирзы был сожжен армянами. Позже дворец был реконструирован его сыном Гулам Шах Мирзой Каджаром.

## Казначейский мавзолей
Гробница-мавзолей расположена в городе Шуша. Она была построена по приказу самого Бахмана Мирзы при его жизни. Мавзолей состоял из трех больших помещений. Первая самая большая комната у входа служила фойе, вторая — библиотекой, а третья — для упокоения Бахмана Мирзы Каджара. После захвата Шуши, армянскими войсками, 8 мая 1992 года, состояние сокровищницы Бахман Мирзы остается неизвестным.